# Avranches
Avranches és un municipi francès situat al departament de la Manche i a la regió de Normandia. L'any 2007 tenia 8.226 habitants.

## Demografia

### Població
El 2007 la població de fet d'Avranches era de 8.226 persones. Hi havia 4.035 famílies de les quals 2.054 eren unipersonals (766 homes vivint sols i 1.288 dones vivint soles), 996 parelles sense fills, 674 parelles amb fills i 311 famílies monoparentals amb fills.
La població ha evolucionat segons el següent gràfic:
Habitants censats

### Habitatges
El 2007 hi havia 4.514 habitatges, 4.098 eren l'habitatge principal de la família, 91 eren segones residències i 325 estaven desocupats. 1.847 eren cases i 2.595 eren apartaments. Dels 4.098 habitatges principals, 1.392 estaven ocupats pels seus propietaris, 2.639 estaven llogats i ocupats pels llogaters i 67 estaven cedits a títol gratuït; 211 tenien una cambra, 680 en tenien dues, 1.033 en tenien tres, 1.039 en tenien quatre i 1.135 en tenien cinc o més. 1.759 habitatges disposaven pel capbaix d'una plaça de pàrquing. A 2.317 habitatges hi havia un automòbil i a 890 n'hi havia dos o més.

### Piràmide de població
La piràmide de població per edats i sexe el 2009 era:
| Homes | Edats   | Dones |
| ----- | ------- | ----- |
| 0     | 95 o +  | 52    |
| 12    | 90 a 94 | 76    |
| 48    | 85 a 89 | 160   |
| 44    | 80 a 84 | 180   |
| 120   | 75 a 79 | 248   |
| 192   | 70 a 74 | 244   |
| 216   | 65 a 69 | 328   |
| 136   | 60 a 64 | 192   |
| 152   | 55 a 59 | 168   |
| 276   | 50 a 54 | 272   |
| 200   | 45 a 49 | 280   |
| 252   | 40 a 44 | 308   |
| 280   | 35 a 39 | 256   |
| 320   | 30 a 34 | 300   |
| 340   | 25 a 29 | 368   |
| 304   | 20 a 24 | 308   |
| 284   | 15 a 19 | 297   |
| 268   | 10 a 14 | 156   |
| 236   | 5 a 9   | 228   |
| 180   | 0 a 4   | 196   |

## Economia
El 2007 la població en edat de treballar era de 5.100 persones, 3.723 eren actives i 1.377 eren inactives. De les 3.723 persones actives 3.309 estaven ocupades (1.720 homes i 1.589 dones) i 414 estaven aturades (191 homes i 223 dones). De les 1.377 persones inactives 418 estaven jubilades, 464 estaven estudiant i 495 estaven classificades com a «altres inactius».

### Ingressos
El 2009 a Avranches hi havia 3.877 unitats fiscals que integraven 7.320,5 persones, la mediana anual d'ingressos fiscals per persona era de 16.464 €.

### Activitats econòmiques
Dels 675 establiments que hi havia el 2007, 14 eren d'empreses extractives, 20 d'empreses alimentàries, 3 d'empreses de fabricació de material elèctric, 17 d'empreses de fabricació d'altres productes industrials, 32 d'empreses de construcció, 179 d'empreses de comerç i reparació d'automòbils, 12 d'empreses de transport, 52 d'empreses d'hostatgeria i restauració, 11 d'empreses d'informació i comunicació, 42 d'empreses financeres, 27 d'empreses immobiliàries, 104 d'empreses de serveis, 104 d'entitats de l'administració pública i 58 d'empreses classificades com a «altres activitats de serveis».
Dels 118 establiments de servei als particulars que hi havia el 2009, 2 eren oficines d'administració d'Hisenda pública, 2 oficines del servei públic d'ocupació, 1 gendarmeria, 8 oficines bancàries, 4 funeràries, 1 taller de reparació d'automòbils i de material agrícola, 1 establiment de lloguer de cotxes, 5 autoescoles, 1 paleta, 9 guixaires pintors, 1 fusteria, 1 lampisteria, 3 electricistes, 2 empreses de construcció, 18 perruqueries, 4 veterinaris, 6 agències de treball temporal, 35 restaurants, 6 agències immobiliàries, 4 tintoreries i 4 salons de bellesa.
Dels 115 establiments comercials que hi havia el 2009, 1 era un hipermercat, 7 botiges de menys de 120 m², 16 fleques, 8 carnisseries, 1 una carnisseria, 2 peixateries, 5 llibreries, 37 botigues de roba, 3 botigues d'equipament de la llar, 5 sabateries, 5 botigues d'electrodomèstics, 7 botigues de mobles, 3 botigues de material esportiu, 1 una botiga de material de revestiment de parets i terra, 5 perfumeries, 3 joieries i 6 floristeries.
L'any 2000 a Avranches hi havia 14 explotacions agrícoles.

## Equipaments sanitaris i escolars
El 2009 hi havia 1 hospital de tractaments de curta durada, 1 hospital de tractaments de mitja durada (seguiment i rehabilitació), 1 un hospital de tractaments de llarga durada, 1 psiquiàtric, 1 centre d'urgències, 1 maternitat, 2 centres de salut, 5 farmàcies i 1 ambulància.
El 2009 hi havia 2 escoles maternals i 4 escoles elementals. A Avranches hi havia 3 col·legis d'educació secundària, 2 liceus d'ensenyament general i 1 liceu tecnològic. Als col·legis d'educació secundària hi havia 1.087 alumnes, als liceus d'ensenyament general n'hi havia 1.442 i als liceus tecnològics 141.

## Poblacions més properes
El següent diagrama mostra les poblacions més properes.